# Kjølrabbane
Die Kjølrabbane (norwegisch für Kielhügel) sind eine kleine Hügelgruppe im ostantarktischen Königin-Maud-Land. Nahe dem südwestlichen Ende des Ahlmannryggen ragen sie zwischen dem Lyftingen und den Styrbordsknattane auf.
Norwegische Kartografen, die der Gruppe auch ihren Namen gaben, kartierten sie anhand von Vermessungen und Luftaufnahmen der Norwegisch-Britisch-Schwedischen Antarktisexpedition (1949–1952).